# Стадион Кју2
Стадион Кју2 (енгл. Q2 Stadium) је фудбалски стадион у граду Остин, Тексас, САД. Стадион је дом ФК Остин, тима (МЛС) који је почео да игра 2021. Прва утакмица на стадиону је била 16. јуна 2021, међународног пријатељског меча између женске репрезентације Сједињених Држава и Нигерије.

## Фудбал
Стадион је отворен 16. јуна 2021. и био је домаћин међународне пријатељске утакмице женских репрезентација између Сједињених Држава и Нигерије.
ФК Остин је одиграо свој први меч на стадиону 19. јуна 2021. против Сан Хозе ертквејкса. Утакмица је завршена нерешеним резултатом 0 : 0 пред распроданом публиком од 20.738. 1. јула 2021, Џон Галагер је постигао први такмичарски гол у историји стадиона Кју2, у 27. минуту трећег кола МЛСа против Портланд тимберса. Утакмица је завршена победом ФК Остина резултатом од 4 : 1.
| Датум             | Репрезентација #1 | Рез.  | Репрезентација #2 | Такмичење                              | Гледалаца |
| ----------------- | ----------------- | ----- | ----------------- | -------------------------------------- | --------- |
| 16. јун 2021.     | Сједињене Државе  | 2 : 0 | Нигерија          | Пријатељска (жене)                     | 20.500    |
| 29. јул 2021.     | Катар             | 0 : 1 | Сједињене Државе  | Конкакафов златни куп 2021. Полуфинале | 20.500    |
| 7. октобар 2021.  | Сједињене Државе  | 2 : 0 | Јамајка           | Квалификације за СП 2022               | 20.500    |
| 8. децембар 2021. | Мексико           | 2 : 2 | Чиле              | Пријатељска                            | 17.202    |